# Aleixo (escultor)
Aleixo (em grego: Ἄλεξις), também conhecido como Alexo ou Alexis, foi um escultor da Grécia Antiga, mencionado por Plínio, o Velho como um dos pupilos de Policleto. Pausânias menciona um artista de mesmo nome, nativo de Sícion, e pai do também escultor Cântaro. Ainda não foi estabelecido satisfatoriamente, no entanto, se ambos seriam a mesma pessoa. O relato de Plínio implica que ele se referia ao antigo Políclito; neste caso, Aleixo não poderia ter vivido depois da 95ª Olimpíada (400 a.C.), enquanto Eutíquides, com quem Cântaro estudou, viveu por volta da 120ª Olimpíada (300 a.C.). Se ambos fossem a mesma pessoa, como acreditam alguns, deve-se supor que Plínio cometeu algum erro, e que Aleixo teria estudado com Políclito, o Jovem, ou que este Eutíquides mencionado por Plínio não é o artista com quem Cântaro estudou.